# ۱۳ ژوئیه
۱۳ ژوئیه صد و نود و چهارمین (در سال‌های کبیسه صد و نود و پنجمین) روز سال در گاه‌شماری میلادی است. ۱۷۱ روز تا پایان سال باقی‌است.

## رویدادها
- ۵۱۳ پیش از میلاد - هشتاد هزار سرباز هخامنشی با گذر از دریای مرمره نیروهای کنفدراسیون گتائه را در کنار دانوب جنوبی و منطقه داکیه شکست دادند.
- ۱۵۳۴ - نیروهای سلطان سلیمان قانونی، پادشاه امپراتوری عثمانی در جنگ با دولت صفوی، شهر تبریز را تصرف کردند.
- ۱۹۵۵ - راس الیس به اتهام قتل به عنوان آخرین زن در بریتانیا به دار آویخته شد.
- ۲۰۱۶ - ترزا می به عنوان دومین زن نخست‌وزیر بریتانیا شد.

## زادروزها
- ۱۹۳۴ - وله سوینکا، نویسنده، شاعر، نمایشنامه‌نویس و فعال سیاسی اهل نیجریه و برنده جایزه نوبل ادبیات به عنوان نخستین آفریقایی و نخستین سیاه‌پوست

## درگذشت‌ها
- ۱۹۴۸ - عبدالرحیم محمود، شاعر و نظامی فلسطینی.[۱]
- ۱۹۵۴ - فریدا کالو، نقاش مکزیکی
- ۲۰۲۳ - جوزفین چاپلین، هنرپیشه و فرزند چارلی چاپلین
- ۲۰۲۴ - محمد ضیف فرمانده شاخه نظامی حماس
- ۲۰۲۴ - رافع سلامه از فرماندهان ارشد حماس